# همگام‌سازی امواج مغزی

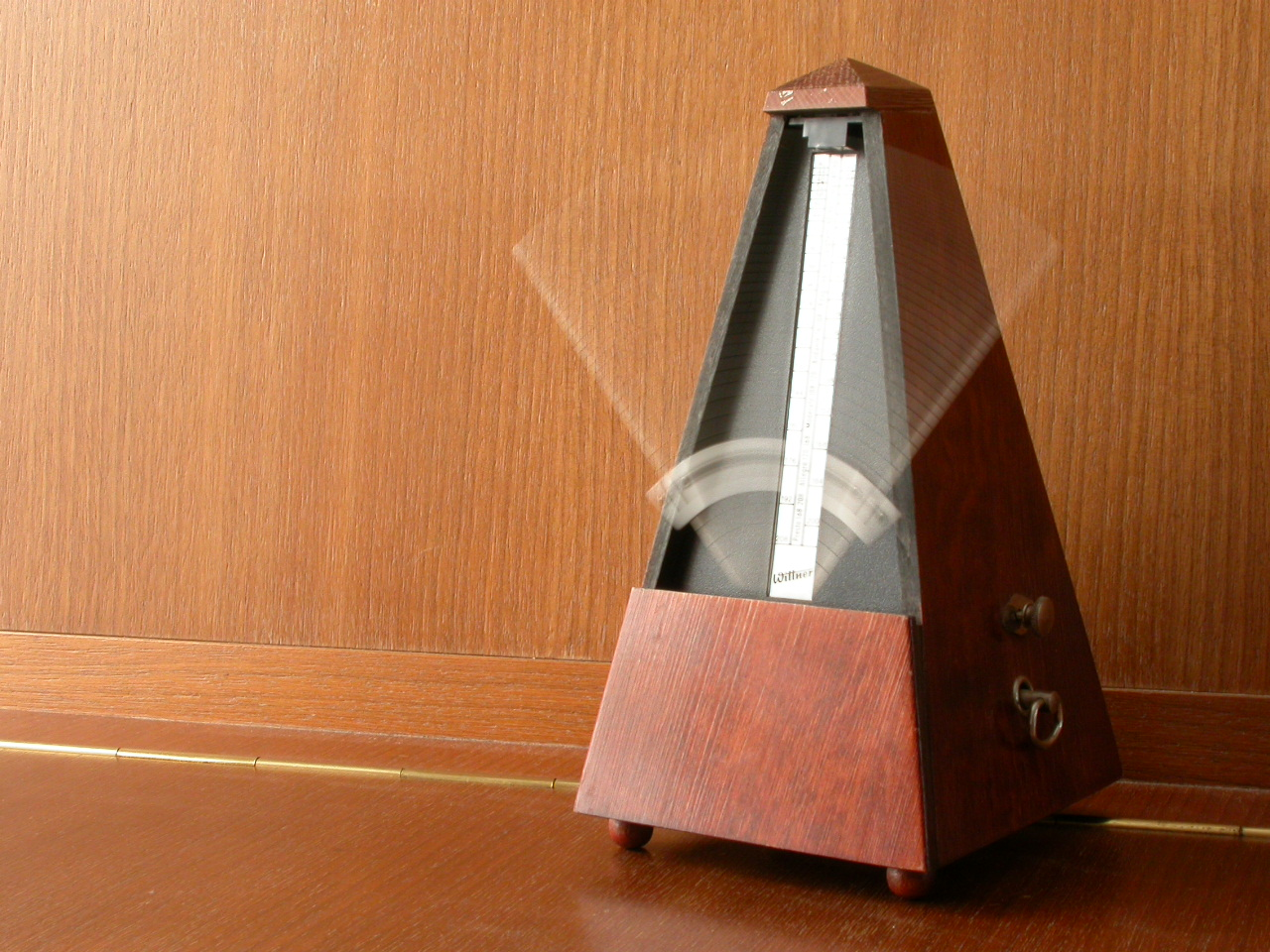
همگام‌سازی امواج مغزی

حفره موج مغزی که به اصطلاح همگام‌سازی امواج مغزی و حفره عصبی نیز گفته می‌شود، به ظرفیت مغز برای همگام سازی طبیعی فرکانس‌های امواج مغزی آن با ریتم محرک‌های دوره ای خارجی، معمولاً شنیداری، بینایی یا لمسی اشاره دارد.
اعتقاد بر این است که الگوهای شلیک عصبی، اندازه‌گیری شده در هرتز، با شرایط هوشیاری مانند توجه متمرکز، خواب عمیق و غیره مطابقت دارد. فرضیه این است که با گوش دادن به این ضربات با فرکانسهای خاص می‌توان حالت هوشیاری مطلوبی را که با فعالیت عصبی خاص مطابقت دارد، مانند مطالعه، خواب، ورزش، مراقبه، انجام کارهای خلاقانه و غیره ایجاد کرد.

## برای مطالعهٔ بیشتر
- Will U, Berg E (31 August 2007). "Brain wave synchronization and entrainment to periodic acoustic stimuli". Neuroscience Letters. 424 (1): 55–60. doi:10.1016/j.neulet.2007.07.036. PMID 17709189. S2CID 18461549.
- Kitajo, K.; Hanakawa, T.; Ilmoniemi, R.J.; Miniussi, C. (2015). Manipulative approaches to human brain dynamics. Frontiers Research Topics. Frontiers Media SA. p. 165. ISBN 978-2-88919-479-7.
- Thaut, M. H. , Rhythm, Music, and the Brain: Scientific Foundations and Clinical Applications (Studies on New Music Research). New York, NY: Routledge, 2005.
- Berger, J. and Turow, G. (Eds.), Music, Science, and the Rhythmic Brain: Cultural and Clinical Implications. New York, NY: Routledge, 2011.